# Кривошлык, Игорь Александрович
Игорь Александрович Кривошлык (бел. Ігар Аляксандравіч Крівошлык; род. 24 мая 1963, Челябинск) — советский и белорусский хоккеист, защитник. Белорусский тренер.

## Биография
В первенстве СССР выступал за команды второй (1981—1986, 1990—1992) и первой (1986—1990) лиг «Металлург» Челябинск (1981/82 — 1984/85, 1987/88 — 1989/90), СКА Свердловск (1985/86 — 1986/87), «Химик» Новополоцк. В сезоне 1992/93 играл за «Химик» в чемпионате Белоруссии и открытом чемпионате России. Затем — тренер в этой команде, переименованной в «Полимир». На рубеже веков работал в сербской «Црвене звезде».
Тренер ХК «Гомель» (2001/02 — 2002/03). Главный тренер минского «Юниора» (2003/04). Тренер в клубе чемпионата Белоруссии «Юность-Минск» (2004/05 — 2009/10). Главный тренер клуба МХЛ «Юность» Минск (2010/11 — 2011/12, 12 ноября 2012 — 30 октября 2013). Тренер «Юности» (ВХЛ, 2012/13, до 12 ноября).
Главный тренер «Капитана» Ступино (МХЛ, 2014/15, с 6 января). Главный тренер «Кристалла» Саратов (ВХЛ, 2015/16, до 13 ноября). Главный тренер команды ВХЛ «Сахалинские акулы» Южно-Сахалинск (9 — 23 декабря 2015). Главный тренер молодёжной сборной Сербии на чемпионате мира 2017 (дивизион II). Тренер-консультант (2016/17), главный тренер «Црвены звезды» (2017/18) — чемпион Сербии.
Тренер «Динамо» Молодечно (2018—2020). В марте 2020 года был дисквалифицирован бессрочно за то что в августе — ноябре 2019 года сделал более двадцати ставок на матчи «Динамо».
C 2022 года — тренер команды 2008 г. р. «Айсберг» спортивной школы «Барс» (Горячий Ключ).